# Robert Jonquet
Robert Jonquet (3. maj 1925 – 18. december 2008) var en fransk fodboldspiller og -træner, der spillede som forsvarer. Han var på klubplan tilknyttet Stade Reims og RC Strasbourg, og spillede desuden 58 kampe for det franske landshold. Han var med på det franske hold til både VM i 1954, VM i 1958 og EM i 1960.